# Notario
Un notario o escribano público es un particular con estudios en derecho cuya intervención otorga carácter público a los documentos privados y los autoriza a tal fin con su firma. Es un testigo de fe o fedatario público que garantiza la legitimidad de los documentos en los que interviene y proporciona a los ciudadanos la seguridad jurídica en el ámbito extrajudicial. Sus actos se hallan investidos de presunción de verdad, está habilitado por las leyes y reglamentos para conferir fe pública de los contratos y actos extrajudiciales originados en el marco del derecho privado de naturaleza civil y mercantil, así como para informar y asesorar a los ciudadanos en materia de actas públicas sobre hechos, cuestiones testamentarias y derecho hereditario, entre otros.

Ejerce asimismo una labor de custodia de documentos en los denominados protocolos notariales. El notario está obligado a mantener la neutralidad en sus actos, lo cual lo distingue de los abogados, quienes deben tomar parte y estar del lado de sus clientes o representados.

## Sistemas notariales
Existen distintas clasificaciones con respecto a los sistemas notariales. Algunos autores plantean que es imposible una clasificación que agote todos los sistemas del notariado, pues este es producto de la costumbre y sigue en cada lugar especiales tradiciones y características. Toda clasificación puede además enfocarse desde distintos puntos de vista, de acuerdo al sujeto, al objeto o a la forma.
No obstante diversos doctrinarios han clasificado los sistemas notariales de acuerdo con características bien diferenciadas, encontrándose entre los principales el notariado latino, el notariado anglosajón, el notario judicial y el notariado administrativo. Además existen otras clasificaciones atendiendo a la existencia o no de limitaciones al número de notarías, tal como sería el sistema de notarios numerarios y el sistema de notarios de libre ejercicio, así como atendiendo a la necesidad de una colegiación forzosa en la cual la corporación notarial está investida de funciones de supervisión y control del notariado, como lo serían el sistema de notarios colegiados y el sistema de notarios no colegiados.

### Notariado latino

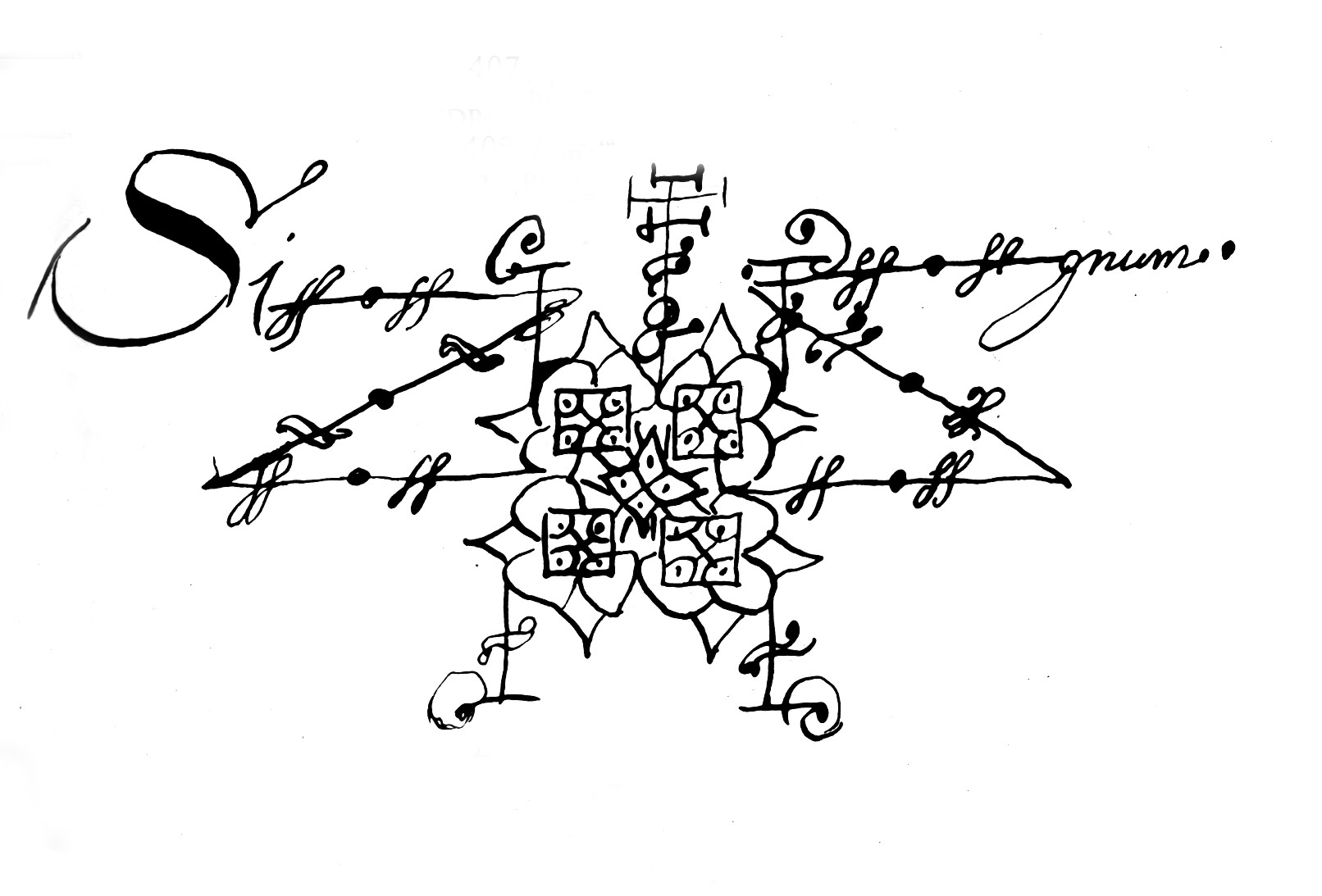
Signo notarial español en un manuscrito de 1712.

El notariado latino, llamado también sistema francés o notariado de profesionales (funcionarios) públicos, se caracteriza principalmente porque quien ejerce el notariado es un profesional del derecho con grado universitario. Es común en este sistema que el notario pertenezca a un colegio profesional. La responsabilidad en el ejercicio profesional en este sistema es personal. El ejercicio puede ser cerrado, limitado o numerario si tiene limitaciones territoriales o de número; y abierto, ilimitado o de libre ejercicio si no tiene dichas limitaciones. El ejercicio del notariado en este sistema es incompatible para ciertos funcionarios y empleados de la administración pública. El notario en este sistema desempeña una función pública pero no depende directamente de autoridad administrativa alguna, aunque algunas de sus actuaciones son las de un funcionario público. Además en este sistema existe un protocolo notarial en el que se asientan todas las escrituras que autoriza.

El notario latino da autenticidad a los hechos y actos ocurridos en su presencia, por poseer fe pública. También tiene la función de recibir e interpretar la voluntad de las partes, dándole forma legal, al redactar el instrumento público.
Asimismo, una de sus históricas funciones en el notariado latinoamericano, es su actividad de retención y recaudación de impuestos, para después entregarlo a las autoridades correspondientes.

### Notariado anglosajón
El régimen anglosajón, también llamado simplemente sistema sajón o notariado de profesionales libres, tiene como características que el notario es un fedante o fedatario, limitándose a dar fe de la firma o firmas de un documento, sin entrar a orientar sobre la redacción del documento ni asesorar a las partes. Es necesaria solo una cultura general y algunos conocimientos legales, sin necesidad de obtener un título universitario. La autorización para el ejercicio notarial en este sistema es temporal, pudiendo renovarse y se está obligado a prestar una fianza para garantizar la responsabilidad en el ejercicio profesional. En este sistema no existe un colegio profesional y tampoco se tiene protocolo.

### Notariado judicial
El notariado de funcionarios judiciales, también llamado sistema del notario-juez, tiene como característica principal que los notarios son magistrados y están subordinados a los tribunales. Dependen del poder judicial, siendo la administración quien los nombra. Aquí la función es de jurisdicción cerrada y obligatoria, los instrumentos originales pertenecen al Estado y los conserva como actuaciones judiciales. Este régimen se practica en Rumania, parte de Noruega, en Baden (parte de Baden-Wurtemberg) y en el cantón suizo de Zúrich.

### Notariado funcionarial o administrativo
Este régimen de funcionarios administrativos se caracteriza por su dependencia plena del poder administrador. La función es de directa relación entre el particular y el Estado; las facultades están regladas por las leyes. Los notarios son empleados públicos, servidores de la oficina del Estado y las oficinas son de demarcación cerrada. En cuanto a la eficacia del instrumento público, por ser actos derivados del poder del Estado tienen la máxima eficacia de efectos, su valor es público y absoluto, los originales pertenecen al Estado que los conserva al igual que los expedientes y demás documentos de la administración. El notariado se ejerce en este sistema en una dependencia del Poder Ejecutivo, el notario es un funcionario público y percibe un salario con cargo a los presupuestos del estado.

## Notariado por países
Según al país al que se halle adscrito, el notario puede, o no, ser funcionario público, lo cual depende del sistema jurídico interno, pero se considera en todo caso que la función misma del notariado es siempre pública, aunque quien la ejerza sea un profesional independiente. Por ello, las denominaciones notario y notario público son mutuamente equivalentes. Por añadidura, no existen los "notarios privados".

### España

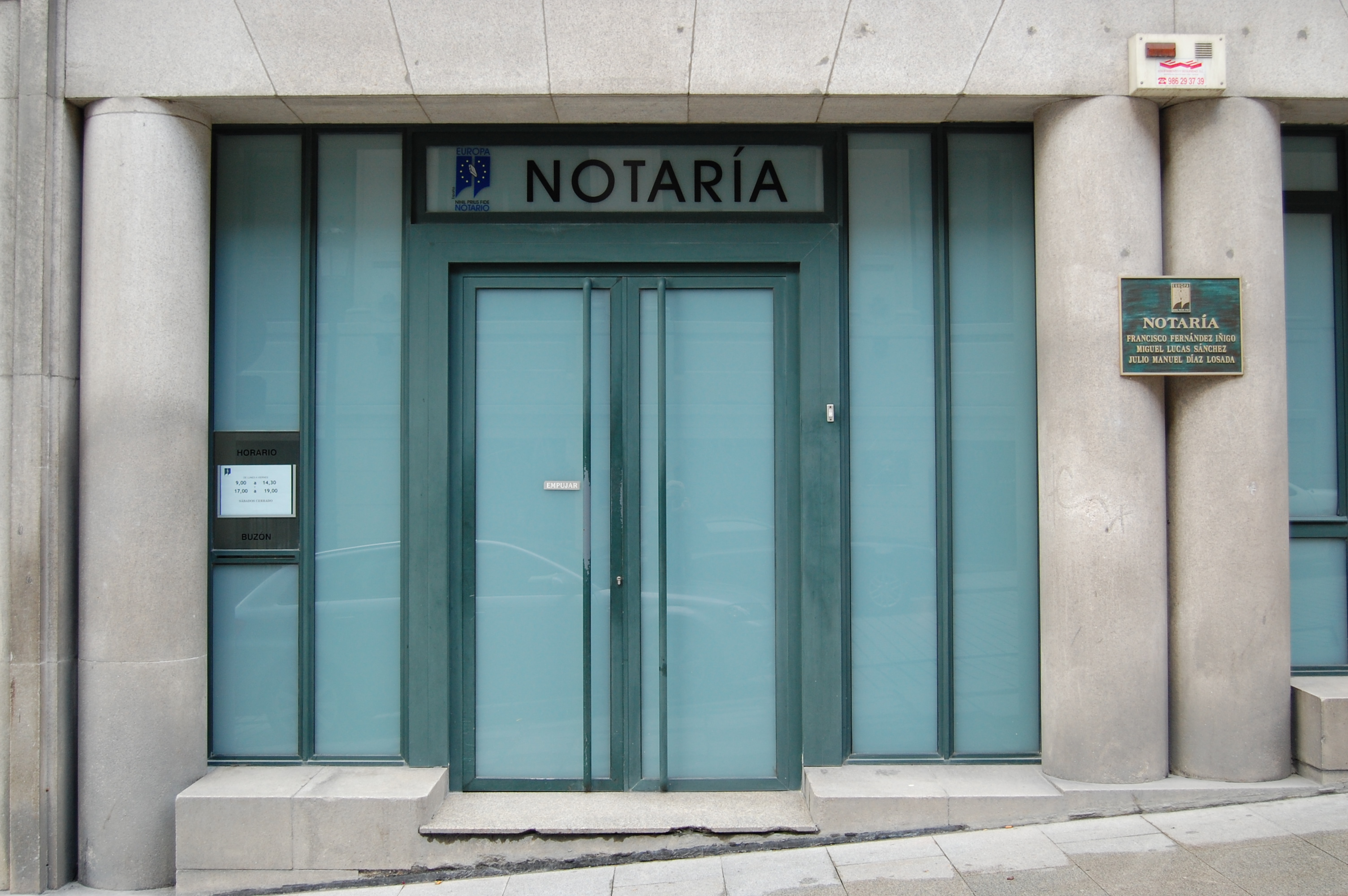
Una notaría en Vigo, España.

#### Acceso al cuerpo, requisitos y características del notariado español
Para ingresar notariado en España se debe ostentar la nacionalidad de cualquier país miembro de la Unión Europea, ser mayor de edad (para ejercer la profesión se ha de tener como mínimo 23 años), y ser doctor o licenciado en Derecho.
Los notarios tienen en España el doble carácter de funcionarios públicos y profesionales del derecho según lo establecido en la Ley del Notariado, de forma que para algunas cuestiones son considerados funcionarios (por ejemplo para el acceso al cuerpo por oposición, para la obligatoriedad de apertura del despacho o atención al público, colaboraciones con Administraciones públicas, remisión de información para actualización de datos de entidades como Catastro o Registros de la Propiedad, acceso y remisión de la facturación, o tenencia de medios técnicos, telemáticos y humanos para cumplimiento de obligaciones) y para otras cuestiones son considerados profesionales autónomos (por ejemplo impuestos, asunción del coste y mantenimiento de las oficinas, régimen en seguridad social, pensiones, personal contratado o bajas laborales).

#### Aranceles
Aunque su retribución es por arancel determinado por Real Decreto, según la Organización de Consumidores y Usuarios (OCU) de España, en 2010 los notarios cobraron el séxtuplo de lo legalmente establecido por cancelar una hipoteca. Aunque según la revista española El notario del Colegio Notarial de Madrid tales afirmaciones no serían ciertas el gobierno de España, a través del Ministerio de Justicia ha establecido las únicas tasas que pueden cobrarse por cancelación de hipotecas (arancel del notario de 55 euros y arancel del registrador de 24 euros en 2011) ya que se ha constatado el abuso en el cobro de cantidades arbitrarias que la OCU calculó en unos 93 millones de euros.
El arancel notarial español fue objeto de una reforma parcial por medio del Real Decreto-ley 18/2012, que afectó principalmente: las cancelaciones y las novaciones hipotecarias. Esta reforma puso fin a la polémica  ya que reguló, con mayor claridad, el arancel aplicable a las cancelaciones hipotecarias.

### México

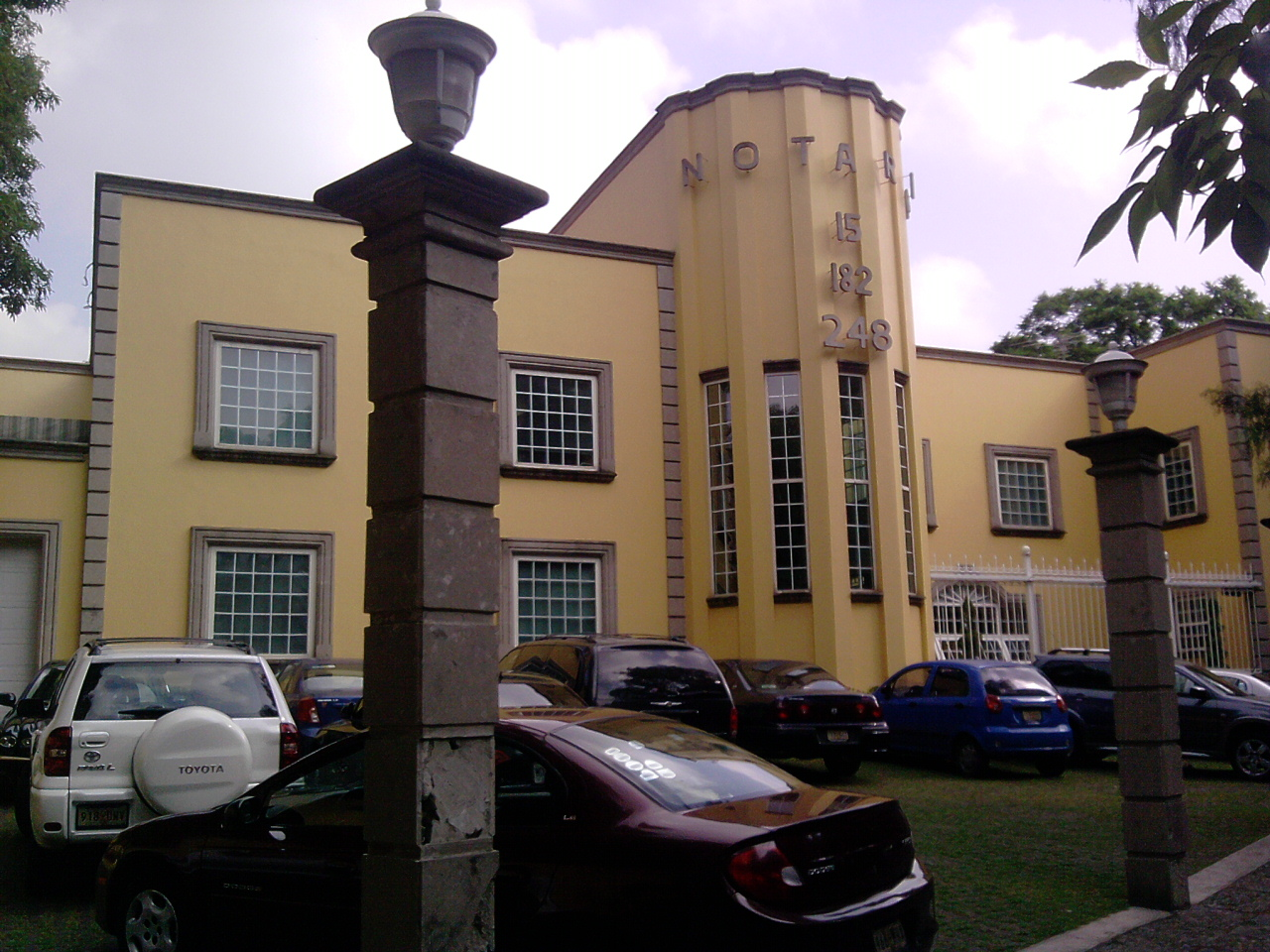
Notaría en Ciudad de México.

En México el notario es un profesional del Derecho, investido de fe pública por el Estado, y que tiene a su cargo recibir, interpretar, redactar y dar forma legal a la voluntad de las personas que ante él acuden, y conferir autenticidad y certeza jurídicas a los actos y hechos pasados ante su fe, mediante la consignación de los mismos en instrumentos públicos de su autoría.
El notario conserva los instrumentos en el protocolo a su cargo, los reproduce y da fe de ellos. Actúa también como auxiliar de la administración de justicia, como consejero, árbitro o asesor internacional, en los términos que señalen las disposiciones legales relativas.
El Notario Público requiere de capacidades técnicas y morales ejemplares, que requieren de un alto grado de especialización, es por ello que en la mayoría de las entidades federativas, aquellos profesionales del Derecho que deseen ejercer el Notariado, deben someterse a rigurosos exámenes y obtener la patente de Notario al resultar triunfador en un examen de oposición.
Al obtener la patente respectiva, deberán dedicarse exclusivamente al ejercicio del notariado, alejados de cualquier empleo, cargo o comisión de particulares o instituciones públicas, y desempeñarlo sujetos a la vigilancia del Gobierno, así como someterse a un arancel y pertenecer al Colegio de Notarios de su respectiva entidad.
Al ser perito en derecho, el Notario Público garantiza a las partes que el instrumento que redacta cumple con todos los requisitos legales y de forma que lo hagan eficaz.
Es importante señalar que, México es una Federación, compuesta por 32 Entidades Federativas, de las cuales 31 de ellas son Estados de la República Mexicana y la Ciudad de México capital de México también sede de los poderes de la Unión, y conforme a la Constitución Política de los Estados Unidos Mexicanos, todo lo que no está expresamente conferido a los funcionarios federales se encuentra reservado a los Estados y a la Ciudad de México.  Se puede sostener que el Derecho Notarial es materia de competencia local y corresponde a cada Entidad Federativa regularlo conforme a los órganos de sus gobierno.
En México, la Ley del Notariado del Estado define al notario en su artículo 3° como el profesional del Derecho investido de fe pública para hacer constar los actos y hechos jurídicos a los que los interesados deban o quieran dar autenticidad conforme a las leyes, re vistiéndolos de solemnidad y formas legales.
El artículo 4° de esta Ley establece las funciones de los notarios, mismas que serán, entre otras:
1. aceptar cargos docentes;
2. representar instituciones de beneficencia pública o privada;
3. resolver consultas jurídicas relacionadas exclusivamente con su función, verbalmente o por escrito;
4. ser mandatario de su cónyuge, ascendientes, descendientes en línea recta, y desempeñar la tutela y curatela legítima;
5. redactar y formular proyectos de escrituras, contratos privados, reglamentos, estatutos y cualquier clase de documentos, relacionados con su función; y,
6. patrocinar a los interesados en los procedimientos administrativos necesarios para el otorgamiento, registro y trámites fiscales de las escrituras que otorgare.

### Chile

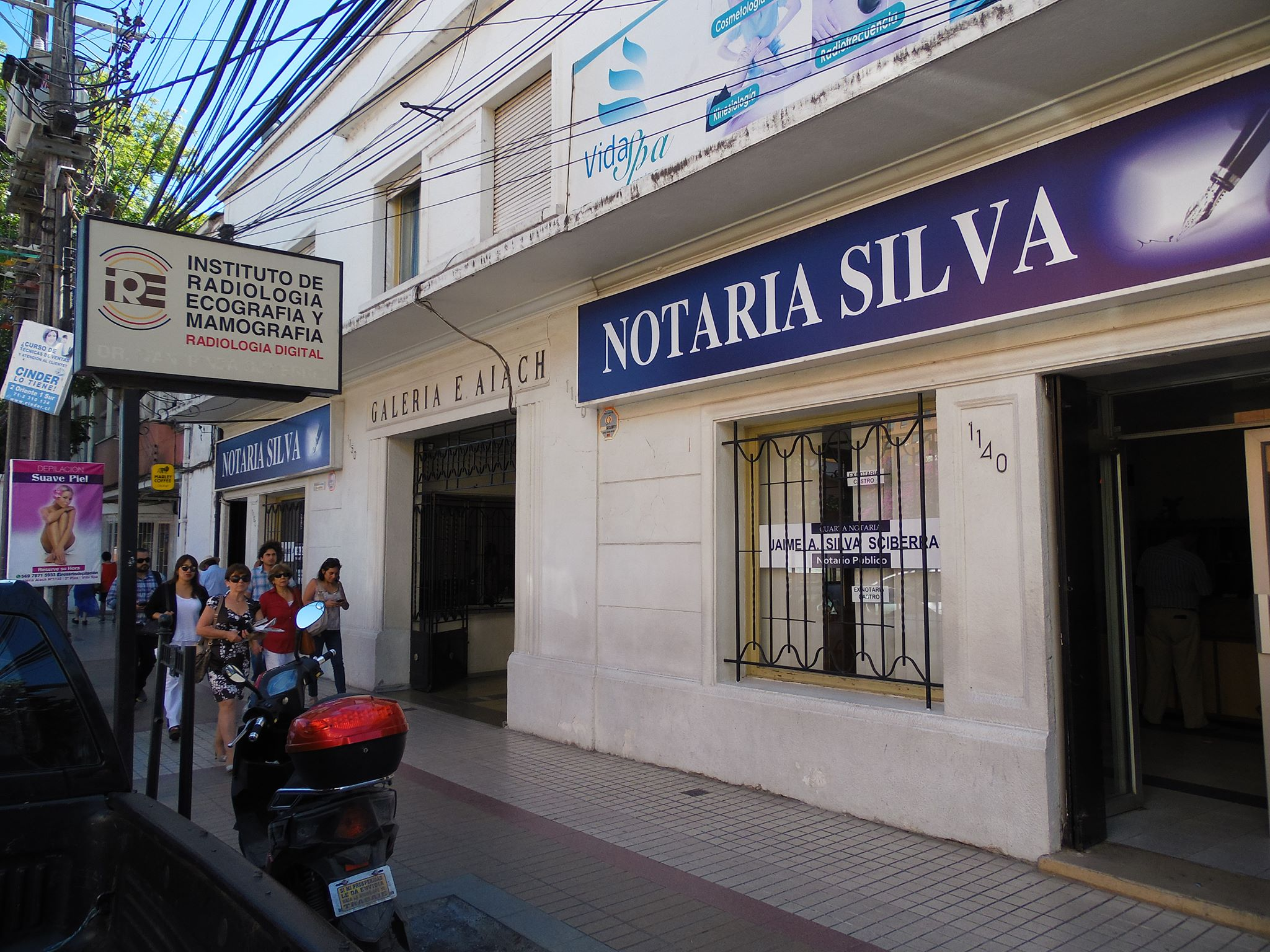
Una de las notarías ubicadas en el centro de la ciudad de Talca

En Chile los notarios son definidos por el Código Orgánico de Tribunales (COT) como ministros de fe pública encargados de autorizar y guardar en su archivo los instrumentos que ante ellos se otorgaren, de dar a las partes interesadas los testimonios que pidieren, y de practicar las demás diligencias que la ley les encomiende.
Son considerados como auxiliares de la administración de justicia, es decir, como órganos anexos al Poder Judicial, y son regulados por el COT en el tema 7 del Título XI (artículos 399 a 445).
En cada comuna o agrupación de comunas de la República, donde ejerza jurisdicción un juzgado de letras, debe haber por lo menos un notario, según dispone el art. 400. Otros podrán designarse en consideración a las necesidades del servicio, previo informe de la Corte de Apelaciones respectiva. Los notarios son nombrados por el Presidente de la República previa proposición de terna de la Corte de Apelaciones correspondiente. Para ser notario en Chile se requiere tener la nacionalidad chilena, tener el título de abogado y haber ejercido la profesión por un año, a lo menos. Además, el art. 465, señala quienes no pueden ser notarios (inhabilidades):
1. Los que se hallaren en interdicción por causa de demencia o prodigalidad;
2. Derogado
3. Los que se hallaren procesados por crimen o simple delito;
4. y Los que estuvieren sufriendo la pena de inhabilitación para cargos y oficios públicos.[10]

Finalmente, el art. 401 indica las funciones de los notarios:
1. Extender los instrumentos públicos con arreglo a las instrucciones que, de palabra o por escrito, les dieren las partes otorgantes;
2. Levantar inventarios solemnes;
3. Efectuar protestos de letras de cambio y demás documentos mercantiles;
4. Notificar los traspasos de acciones y constituciones y notificaciones de prenda que se les solicitaren.
5. Asistir a las juntas generales de accionistas de sociedades anónimas, para los efectos que la ley o reglamento de ellas lo exigieren;
6. En general, dar fe de los hechos para que fueren requeridos y que no estuvieren encomendados a otros funcionarios;
7. Guardar y conservar en riguroso orden cronológico los instrumentos que ante ellos se otorguen, en forma de precaver todo estravío y hacer fácil y expedito su examen;
8. Otorgar certificados o testimonios de los actos celebrados ante ellos o protocolizados en sus registros;
9. Facilitar, a cualquiera persona que lo solicite, el examen de los instrumentos públicos que ante ellos se otorguen y documentos que protocolicen;
10. Autorizar las firmas que se estampen en documentos privados, sea en su presencia o cuya autenticidad conste;
11. Las demás que les encomienden las leyes.[11]

### Panamá
Es un lugar donde el notario otorga carácter público a los documentos privados, autorizándolos a tal fin con su firma.
En los lugares de Panamá donde no hay Notarías La función notarial ejercida por los Secretarios de Consejos Municipales.
Dentro de las Notarías en Panamá, “El Notario” es un ministro de Fe que garantiza la legalidad de los documentos que interviene, y cuyos actos se hallan investidos de la presunción de verdad, propia de los funcionarios públicos, estando habilitado por las leyes y reglamentos para conferir fe pública de los contratos y actos extrajudiciales, originados en el marco del derecho privado, de naturaleza civil y mercantil, así como para informar y asesorar a los ciudadanos en materia de actas públicas sobre hechos, y especialmente de cuestiones testamentarias y de derecho hereditario.
Ejercen asimismo una labor de custodia de documentos en los llamados protocolos de la notaría. El Notario está obligado, por ley y por ética profesional, a mantener la neutralidad en sus actos, lo cual lo distingue de los abogados postulantes, quienes deben tomar parte y estar del lado de sus clientes o representados.
Entre sus funciones están:
1. autenticar las firmas de contratos públicos y privados: contratos de arrendamiento, promesas de compraventa, poderes, cartas, autorizaciones y otros;
2. confección de escrituras públicas: protocolización de actas de sociedades anónimas, fundaciones de interés privado, venta de bienes muebles e inmuebles, testamentos y otros;
3. diligencias notariales: el notario se traslada del recinto notarial al lugar donde se requiere dar fe pública de un acto; por ejemplo, la lectura de un testamento abierto o la celebración de un matrimonio civil;
4. matrimonios: las notarías en Panamá están facultadas para celebrar matrimonios civiles;
5. fiel copia del original: las notarías en Panamá pueden autenticar la copia de un documento original siempre y cuando se presente su original;

### Perú
En Perú, a Ley del Notariado describe al fedetario como «aquel profesional del derecho que está autorizado para dar fe de los actos y contratos que ante él se celebran». Desde que el Estado asumió el modelo neoliberal, la notaría asumió como servicio público ejercido por profesionales del sector privado. No existe edad límite para laborar, debido a que su imposición fue considerado de inconstitucional.
Para 2024 se estableció un límite de 600 notarios a nivel nacional. En ese año se propuso incrementar 10 veces de lo habitual debido a que sus servicios son altamente costosos.

### Otros países
En Uruguay, Paraguay y en Argentina se sigue utilizando el título de Escribano Público.

## Documentos notariales
El Notario Público elabora dos clases genéricas de documentos, a saber, la Escritura y el Acta. La Escritura es el instrumento original en el que el notario hace constar uno o más actos jurídicos (contratos, convenios, testamentos, declaraciones unilaterales de voluntad, etc.). Por su parte, el Acta es el documento original en el que el Notario, a solicitud de persona interesada, relaciona para hacer constar bajo su fe uno o varios hechos que le consten (notificaciones, interpelaciones, hechos ilícitos). Estos documentos son asentados en los folios anteriormente mencionados y agregados al protocolo para su conservación, cumpliendo así con el principio de matricidad del documento, dándoles a los interesados certeza de que existe un original en resguardo de un tercero imparcial y ajeno a los intereses de las partes.
Testimonios, copias certificadas y certificaciones:
Por medio de la fe pública una persona obtiene el poder de hacer documentos privados a públicos, por lo cual el Estado enviste de imperium al notario.
La fe pública notarial se divide en dos clases:
Fe pública derivadaAquella donde la narración está referida a documentos preexistentes que el fedatario ha tenido a la vista. Es decir, el funcionario no está actuando de forma presente en el acto, la cual se encuentra plasmada en los documentos que le son presentados al fedatario certificando todo con documentos originales.
Fe pública originariaSe da cuando el hecho es captado directamente por el fedatario a través de sus sentidos e inmediatamente narrado documentalmente. Es decir, aquella que es una narración, en la cual el fedatario escribe todo los que es de importancia inherente.

### Escritura pública
La escritura pública es el instrumento público notarial por excelencia que se utiliza para hacer constar actos jurídicos, es decir, aquellas manifestaciones humanas en donde la voluntad es jurigénica, esto es, capaz de determinar las consecuencias en derecho de lo que celebra.

### Acta
Está confeccionada para contener la certificación que hace el notario “de oído y de vista” de hechos materiales o jurídicos específicos.
En la doctrina se han clasificado las actas considerando su contenido; en la legislación mexicana no se establece ninguna clasificación, sino que solo se limita a clasificar los hechos que el notario pueda consignar y se deja en la última fracción la puerta abierta para hacer constar todo hecho que pueda apreciarse de manera objetiva.
De acuerdo con el artículo 125 de la Ley de Notariado para el Distrito Federal, “acta notarial es el instrumento público original en el que el Notario, a solicitud de parte interesada, relaciona, para hacer constar bajo su fe, uno o varios hechos presenciados por él o que le consten, y que asienta en los folios del Protocolo a su cargo con la autorización de su firma y sello”.,

### Tipos de actas
Entre los hechos por los que el Notario debe asentar un acta, se encuentran los siguientes: 
1. Notificaciones, interpelaciones, requerimientos, protestos y entrega de documentos y otras diligencias en las que el Notario intervenga conforme a otras leyes
2. La existencia, identidad, capacidad legal, reconocimiento y puesta de firmas en documentos de personas identificadas por el Notario
3. Hechos materiales
4. La existencia de planos, fotografías y otros documentos
5. Protocolización de documentos
6. Declaraciones que hagan una o más personas respecto de hechos que les consten, sean propios o de quien solicite la diligencia
7. En general, toda clase de hechos positivos o negativos, estados y situaciones, sean lícitos o no, que guarden las personas y cosas que puedan ser apreciados objetivamente y relacionados por el Notario.

### Diferencia con la escritura
Por regla general, se dice que un acta notarial se diferencia de una escritura en que la primera asienta un hecho jurídico, mientras que la segunda contiene un acto jurídico.
En Argentina, un Acta notarial también es una escritura, ya que se identifica y sigue su número de escritura en correlatividad en el protocolo notarial. Vulgarmente se dice Escritura a todos aquellos actos en donde requieran una registraron aparte (venta de inmuebles, hipotecas, etc) y las Actas notariales hacen referencia a los actos no registrables (constatación de domicilio, protocolizaciones, designación de autoridades de sociedades, etc) Pero lo cierto es que en el Protocolo notarial se vuelcan todas las escrituras (actos registrables o no) y siguen una numeración correlativa que inicia y finaliza por año.

### Testimonio
Un testimonio es la copia en la que se transcribe íntegramente una escritura o un acta, y se transcriben, o se incluyen reproducidos, los documentos anexos que obran en el apéndice, con excepción de los que ya se hayan insertado en el instrumento y que por la fe del Notario y la matricidad de su protocolo tiene el valor de instrumento público. Es importante mencionar que un testimonio notarial no es un acta o escritura pública, sino solo un documento copia fiel o reproducción de lo asentado en el protocolo.
Se insertarán en el testimonio los documentos con los que se acredite la satisfacción de requisitos fiscales, aun cuando hubieren sido mencionados en la escritura.
Carlos Perones, al hablar del testimonio notarial, dice: "La voz testimonio notarial se ha impuesto por diferentes causas, entre ellas:
- Como clasificación de “copia testimoniada” que se utilizó en determinado momento.

- Por el distingo que en antiguo derecho español se hacía entre la llamada copia o copia original, extraída directamente del protocolo, y las copias o traslados a los que se llamó testimonio por concuerda.

- Por la significación amplia de esa voz, en contraprestación con el preciso y reducido de la copia, ya que solo como una especie de testimonio se puede denominar como tal la copia de un documento, debido a que lleva al final atestación sobre su fidelidad y procedencia.

- Por el desuso sin efecto derogatorio de la palabra copia o mal uso del término testimonio y el descuido que muestra la tarea doctrinaria y legislativa."[18]

### Copia certificada
Copia certificada es la reproducción total o parcial de una escritura o acta, así como de sus respectivos documentos del apéndice, o solo de estos o de alguno o algunos de estos.
El Notario expedirá copias certificadas solo para lo siguiente: 
- para acompañar declaraciones, manifestaciones o avisos de carácter administrativo o fiscal, si las leyes o reglamentos aplicables disponen que con ellos se exhiban copias certificadas o autorizadas; así como para obtener la inscripción de escrituras en los Registros Públicos, o en cualquier otro caso en los que su presentación o expedición sea obligatoria;
- para acompañar informes solicitados por autoridad legalmente facultada para requerirlos, con relación a alguna escritura o acta;
- para remitirlas a las Autoridades competentes, las judiciales, ministeriales o fiscales que ordenen dicha expedición;
- para entregar al otorgante que la solicite, la reproducción (sic) de alguno o algunos de los documentos que obren en el apéndice.

### Copia certificada electrónica
Las copias certificadas electrónicas de las escrituras o actas ya autorizadas en el protocolo de un notario podrán remitirse de manera telemática únicamente con la firma electrónica notarial del mismo notario que las autorizó o del que legalmente lo sustituya en los instrumentos originales que constan en el protocolo.

## Certificación notarial
Certificación notarial es la relación que hace el Notario de un acto o hecho que obra en su protocolo, en un documento que él mismo expide o en un documento preexistente, así como la afirmación de que una transcripción o reproducción coincide fielmente con su original
Se comprende dentro de dichas certificaciones las siguientes: 
1. Las razones que el Notario asienta en copias al efectuar un cotejo
2. La razón que el Notario asienta al expedir las copias a que se refiere el artículo anterior. En estos casos la certificación se asentará al final de la transcripción o reproducción, haciendo constar el número y fecha del instrumento del protocolo correspondiente, a no ser que estos datos se reproduzcan al principio de la copia. En el caso a que se refiere la fracción I del artículo anterior, bastará señalar para qué efectos se expide, sin que conste petición de parte, ni se tomará razón de su expedición en parte alguna del protocolo.
3. La relación sucinta de un acto o hecho, o de uno de sus elementos o circunstancias que consten en su protocolo, que asiente en un documento que al efecto expida a petición de parte o autoridad facultada para hacerlo, o en un documento preexistente, también a solicitud de parte, lo que hará constar en la propia certificación sin necesidad de tomar razón en nota complementaria.
4. La razón de existencia de uno o varios documentos que se le exhiban, para acreditar la personalidad de los otorgantes o interesados en una escritura o acta que el Notario asiente en la reproducción total o parcial, lo que será suficiente para dejar acreditada dicha personalidad; bastando para ello relacionar en la escritura o acta respectiva, el número y fecha de la escritura cuyo testimonio o copia se le exhiba, y el nombre y el número del Notario ante quien se haya otorgado, o la autoridad y procedimiento de que se deriven, en caso de ser copias certificadas expedidas respecto de constancias de algún procedimiento judicial. En los casos a que se refieren las fracciones II y III del artículo anterior, se deberá hacer constar, tanto en nota complementaria como en la razón de certificación respectiva, la autoridad que ordenó el informe o expedición de la copia, del expediente en que ella actúa y el número y fecha del oficio correspondiente. Igualmente, podrá hacer constar en nota complementaria y agregar al apéndice la copia de la comunicación mediante la cual haya sido enviada la copia certificada a la autoridad respectiva. Toda certificación será autorizada por el Notario con su firma y sello.

Una "ratificación", es el acto por medio del cual, el Notario aprueba o confirma actos, palabras o escritos dándolos por valederos y ciertos.

## Valor de los instrumentos notariales
Los instrumentos notariales hacen prueba plena de que los otorgantes de los mismos manifestaron su voluntad de celebrar el acto consignado, de que la veracidad de los hechos que el Notario haya relacionado así como de que se cumplieron las formalidades correspondientes. Solo se podrá declara la falsedad o nulidad del instrumento notarial judicialmente por vía de acción y no de excepción.